# Horoyathige, Hosanagara
Horoyathige là một làng thuộc tehsil Hosanagara, huyện Shimoga, bang Karnataka, Ấn Độ.